# Kenta Shinohara
Pour les articles homonymes, voir Shinohara.
 (juillet 2012).
Si vous disposez d'ouvrages ou d'articles de référence ou si vous connaissez des sites web de qualité traitant du thème abordé ici, merci de compléter l'article en donnant les références utiles à sa vérifiabilité et en les liant à la section « Notes et références ».
篠原 健太
Œuvres principales
Première œuvre : Lesser Panda Puppet Show
Autres ouvrages :
- Sket Dance
- Witch Watch

Kenta Shinohara (篠原 健太, Shinohara Kenta), né le 9 janvier 1974 dans la préfecture de Chiba, est un mangaka japonais. Il est l'auteur du manga Sket Dance.

## Biographie
Il a été l'assistant de Hideaki Sorachi, auteur de Gintama.
En 2005, Kenta Shinohara débute avec Lesser Panda Puppet Show (レッサーパンダ・パペットショー) dans le numéro d'hiver de l'Akamaru Jump.
En 2006, le premier one shot de Sket Dance est publié dans le numéro de l'hiver de l'Akamaru Jump, et dans le numéro 39 du Weekly Shōnen Jump, qui publie la série de manière régulière à partir de 2007. Le manga remporte le prix Shōgakukan dans la catégorie Shōnen en 2010.
Il est aussi l'auteur de Astra - Lost in Space, publié entre 2016 et 2017, et de Witch Watch, publié depuis 2021.

## Œuvres
- Red Panda Puppet Show (レッサーパンダ・パペットショー, Ressā Panda Papetto Shō?), Shūeisha 2005, one shot
- Sket Dance (SKET DANCE?), Shūeisha 2007-2013, 32 vol
- Towa Fumetsu Devil Point (永久不滅 デビルポイント, Towa Fumetsu Debiru Pointo?), Shūeisha 2014, one shot
- Battle Spirits: Burning Soul (バトルスピリッツ烈火魂＜バーニングソウル＞, Batoru Supirittsu Rekka Tamashī?), Bandai, Anime character design
- Astra - Lost in Space (彼方のアストラ, Kanata no Asutora?), Shūeisha 2016-2017, 5 vol
- Witch Watch (ウィッチウォッチ, Witchi Wotchi?), Shūeisha  2021-en cours, 7 vol